# نذر (إسلام)
النذر عبادة قديمة، واتى الإسلام واستمرت هذة العبادة، وقد ذكره القرآن الكريم في عدة مواضع.وهو أن توجب على نفسك ما ليس بواجب لحدوث أمر. النذر إذا عرفت الله عز وجل نذرت له حياتك، نذرت له شبابك، نذرت له عمرك، نذرت له قوتك، نذرت له ذكاءك، نذرت له لسانك، نذرت له يدك، نذرت له مالك، معنى النذر الواسع أنه شيء بين يديك تقدمه لمن تحب، معنى النذر الدقيق شيء تملكه، أنا أملك صحتي، أملك شبابي، أملك قوتي، أملك مالي، أملك علمي، أملك جاهي، هذا الشيء الذي أملكه بين يدي لشدة حبي لله عز وجل قدمته قربةً لله عز وجل، فالأصل أن نذر الحياة الدنيا شيء بين معرفة الله وبين الآخرة، تعرفه فتنذر له كل حياتك فتقبض الثمن بعضه في الدنيا وجله في الآخرة هذا هو المعنى العام. لنأخذ هذة الكلمة ومعناها بشئ من التفصيل:
- لغةً نذر – نَذَرَ - النَذْر: الإيجاب [2] [ ن ذ ر ]. (فعل: ثلاثي متعد. متعد بحرف). نَذَرْتُ ، نذر: أوجب على نفسه ما ليس واجبا عليها تبرعا، من صدقه أو إحسان أو ذبيحة للمعابد أو غيرها
- أمثلة للنذر: نذر: ولده: جعله «نذيرة»، أي قيما أو خادما للمعبد. نذره الجيش: جعله «نذيرة»، أي طليعة.

نَذَرَ عَلَى نَفْسِهِ أَنْ يَرْعَى شُؤُونَ الْمَظْلُومِينَ: أَوْجَبَ عَلَيْهَا.
سورة مريم ﴿فَكُلِي وَاشْرَبِي وَقَرِّي عَيْنًا فَإِمَّا تَرَيِنَّ مِنَ الْبَشَرِ أَحَدًا فَقُولِي إِنِّي نَذَرْتُ لِلرَّحْمَنِ صَوْمًا فَلَنْ أُكَلِّمَ الْيَوْمَ إِنْسِيًّا ۝٢٦﴾ [مريم:26].
المعجم الوسيط، المعجم الرائد، المعجم الغني

## اصطلاحاً
النَذْر: فالنذر هو إيجاب المكلف على نفسه شيئا لم يكن عليه، سواء كان منجّزا أو معلقا. ويُعَرَّف أيضًا بأنه: «التزام قربة غير لازمة في أصل الشرع بلفظٍ يُشعر بذلك مثل أن يقول المرء: لله عليَّ أن أتصدق بمبلغ كذا، أو إذا شفى الله مريضي فعليَّ صيام ثلاثة أيام ونحو ذلك. ولا يصح إلا من بالغٍ عاقلٍ مختارٍ ولو كان كافرًا. ». فالنذر من الكافر يكون صحيحًا، ولكن لا يطالب بالوفاء به إلا بعد دخوله في الإسلام.

## النهي عن النذر
النذر منهي عنه لا ينبغي النذر، ولكن متى رزقه الله خيراً شكره بطاعته في الصلاة وغيرها، أما النذر فمنهي عنه، يقول النبي -صلى الله عليه وسلم-: (لا تنذروا فإن النذر لا يرد من قدر الله شيئاً، وإنما يستخرج به من البخيل) متفق على صحته، فالمؤمن ينبغي له ترك النذر.

## ادلة النذر

### ذكر النذر في القران العظيم
وقد ذكر القرآن الكريم النذر في عدة مواضع، فأخبر أن أم مريم نذرت ما في بطنها.
- فقال تعالى في:  سورة آل عمران ﴿إِذْ قَالَتِ امْرَأَةُ عِمْرَانَ رَبِّ إِنِّي نَذَرْتُ لَكَ مَا فِي بَطْنِي مُحَرَّرًا فَتَقَبَّلْ مِنِّي إِنَّكَ أَنْتَ السَّمِيعُ الْعَلِيمُ ۝٣٥﴾ [آل عمران:35].[3]
- وأمر به مريم فقالتعالى:سورة مريم ﴿فَكُلِي وَاشْرَبِي وَقَرِّي عَيْنًا فَإِمَّا تَرَيِنَّ مِنَ الْبَشَرِ أَحَدًا فَقُولِي إِنِّي نَذَرْتُ لِلرَّحْمَنِ صَوْمًا فَلَنْ أُكَلِّمَ الْيَوْمَ إِنْسِيًّا ۝٢٦﴾.[9]
- وقالتعالى: سورة البقرة ﴿وَمَا أَنْفَقْتُمْ مِنْ نَفَقَةٍ أَوْ نَذَرْتُمْ مِنْ نَذْرٍ فَإِنَّ اللَّهَ يَعْلَمُهُ وَمَا لِلظَّالِمِينَ مِنْ أَنْصَارٍ ۝٢٧٠﴾.[10]
- وقالتعالى: سورة البقرة ﴿مَنْ ذَا الَّذِي يُقْرِضُ اللَّهَ قَرْضًا حَسَنًا فَيُضَاعِفَهُ لَهُ أَضْعَافًا كَثِيرَةً وَاللَّهُ يَقْبِضُ وَيَبْسُطُ وَإِلَيْهِ تُرْجَعُونَ ۝٢٤٥﴾ [البقرة:245].[10]
- وقالتعالى: سورة الحج ﴿ثُمَّ لْيَقْضُوا تَفَثَهُمْ وَلْيُوفُوا نُذُورَهُمْ وَلْيَطَّوَّفُوا بِالْبَيْتِ الْعَتِيقِ ۝٢٩﴾.[11]
- وقالتعالى: سورة الإنسان ﴿إِنَّ الْأَبْرَارَ يَشْرَبُونَ مِنْ كَأْسٍ كَانَ مِزَاجُهَا كَافُورًا ۝٥ عَيْنًا يَشْرَبُ بِهَا عِبَادُ اللَّهِ يُفَجِّرُونَهَا تَفْجِيرًا ۝٦ يُوفُونَ بِالنَّذْرِ وَيَخَافُونَ يَوْمًا كَانَ شَرُّهُ مُسْتَطِيرًا ۝٧﴾ [12]

## ذكر النذر في الاحاديث النبوية
وقد وردت عن النبي ﷺ أحاديث عديدة في النهي عن النذر وبيان كراهته:
- عن أبي هريرة قال : قال رسول الله ﷺ : " لا تَنْذروا ، فإن النذر لا يغني من القدر شيئا ، وإنما يستخرج به من البخيل " رواه مسلم برقم 3096 .
- وعن عبد الله بن عمر رضي الله عنهما قال : أخذ رسول الله ﷺ ينهانا عن النذر ويقول : " إنه لا يرد شيئا ، وإنما يستخرج به من الشحيح " رواه البخاري ومسلم[13]
- وفي الحديث المتفق عليه «من نذر أن يطيع الله فليطعه، ومن نذر أن يعصه فلا يعصه»[8]
- عَنْ عَمْرِو بْنِ شُعَيْبٍ عَنْ أَبِيهِ عَنْ جَدِّهِ أَنَّ رَسُولَ اللَّهِ صَلَّى اللَّهُ عَلَيْهِ وَسَلَّمَ نَظَرَ إِلَى أَعْرَابِيٍّ قَائِمًا فِي الشَّمْسِ وَهُوَ يَخْطُبُ فَقَالَ : مَا شَأْنُكَ ؟ قَالَ : نَذَرْتُ يَا رَسُولَ اللَّهِ أَنْ لا أَزَالَ فِي الشَّمْسِ حَتَّى تَفْرُغَ فَقَالَ رَسُولُ اللَّهِ صَلَّى اللَّهُ عَلَيْهِ وَسَلَّمَ : لَيْسَ هَذَا نَذْرًا إِنَّمَا النَّذْرُ مَا ابْتُغِيَ بِهِ وَجْهُ اللَّهِ عَزَّ وَجَلَّ [أحمد عَنْ عَمْرِو بْنِ شُعَيْبٍ عَنْ أَبِيهِ عَنْ جَدِّهِ]

## أنواع النَذْر
1. النوع الأول (نذر المباح) نذر يلتزم صاحبه بحصوله على غرضه مالاً يخرجه أو ذبحاً يذبحه. وهذا النوع مكروه، ومن العلماء من قال بتحريمه. والدليل على كراهته أو حرمته حديث ابن عمر المتفق عليه وهو أنه ﷺ نهى عن النذور وقال: «إنه لا يأتي بخير، وإنما يستخرج به من البخيل». ﷺ: «إنه لا يأتي بخير» يصير إخراج المال فيه من باب إضاعته وهي محرمة كما هو معروف.
2. النوع الثاني (نذر الطاعة) وهو كل نذر كان في طاعة الله عزوجل كنذر الصلاة أو الصيام أو الزكاة أو العمرة والحج وصلة الرحم والاعتكاف والجهاد والأمر بمعروف والنهي عن منكر كأن يقول: لله عليَّ أن أصوم كذا أو أتصدق بكذا أو كأن يقول لله عليَّ أن أحج هذا العام أو أصلي ركعتين في المسجد الحرام شكرا لله على ما أنعم به علي من شفاء مريضي. أو كان على سبيل التعليق كأن ينذر نذرا يتقرب به إلى الله تعالى معلقا بشيء ينتفع به يفعله إذا حصل له ذلك الشيء فيقول إن قدم غائبي أو كفاني الله شر عدوي فعليّ صوم كذا أو صدقة كذا.أو نحو ذلك من أنواع الطاعات. وهذا لا يدخل في النهي، يدل عليه ما أخرجه الطبراني بسند صحيح عن قتادة في قوله تعالى: سورة الإنسان ﴿يُوفُونَ بِالنَّذْرِ وَيَخَافُونَ يَوْمًا كَانَ شَرُّهُ مُسْتَطِيرًا ۝٧﴾ [الإنسان:7].

قال: كانوا ينذرون طاعة الله من الصلاة والصيام والزكاة والحج والعمرة وما افترض عليهم. فسماهم الله تعالى أبراراً.

## حكم الوفاء بالنذر
والوفاء بالنذر بقسميه واجب، وترك الوفاء به محرم.
والأولى بالمسلم أن يجتنب إلزام نفسه بما قد يعجز عنه، وما يتوهمه بعض الناس من أن النذر يحقق له ما لا يتحقق بدونه من شفاء مريض أو رد غائب أو نحو ذلك غير صحيح.
1. نذر المعصية نذر لا يجوز الوفاء به وفيه كفارة يمين، لقوله صلى الله عليه وسلم: «من نذر أن يطيع الله فليطعه، ومن نذر أن يعصي الله فلا يعصه» فقوله: فليطعه أمر، وهو للوجوب. وقوله: فلا يعصه. نهي وهو للتحريم.[13]
2. نذر بالواجب  كالصلاة المكتوبة، فلا ينعقد نذره لأن النذر التزام، ولا يصح التزام ما هو لازم له.
3. نذر المستحيل كأن ينذر صوم أمس، فهذا لا ينعقد ولا يوجب شيئا. وحيث قلنا بالكفارة، فهي ككفارة اليمين، لقول النبي ﷺ «كفارة النذر كفارة اليمين» [رواه مسلم] .
4. نذر المبهم وهو أن يقول لله على نذر، فهذا تجب به كفارة يمين عند أكثر العلماء. لما روى الترمذي عن عقبة بن عامر قال قال رسول الله صلى الله عليه وسلم: «كفارة النذر إذا لم يسم كفارة يمين» وقال هذا حديث حسن صحيح غريب.
5. نذر المباح كلبس الثوب وركوب الدابة، فهذا يخير فيه الناذر بين الوفاء، والترك مع الكفارة.
6. نذر اللجاج والغضب الذي يخرجه مخرج اليمين للحث على فعل شيء أو المنع منه غير قاصد للنذر ولا القربة، وهذا حكمه حكم اليمين. فإذا لم يوف بنذره لزمته كفارة يمين.[15]

## كفارة النذر
كفارة النذر هي كفارة يمين والكفارة هي إطعام عشرة مساكين، أو كسوتهم، أو عتق رقبة مؤمنة، فإن لم تجد فتصوم ثلاثة أيام.

## وصلات خارجية
- قاموس المعاني
- الفتاوى الإسلامية.
- دليل المواقع الإسلامية المتكامل.
- الشبكة الإسلامية.
- موقع الإسلام موقع متعدد اللغات.